# Ewelina Janicka
Ewelina Janicka (ur. 4 listopada 1994 w Kaliszu) – siatkarka, grająca na pozycji środkowej, reprezentantka Polski kadetek, juniorek, a także seniorek. W sezonie 2019/2020 była zawodniczką BKS-u Profi Credit Bielsko-Biała.
Utalentowana środkowa swoje pierwsze siatkarskie kroki stawiała w klubie z grodu nad Prosną pod okiem trenera Daniela Przybylskiego. Od kilku lat uczy się i jednocześnie rozwija swój talent w Szkole Mistrzostwa Sportowego w Sosnowcu.
Zawodniczka wzięła udział w Mistrzostwach Europy kadetek w 2011 roku. W turnieju w Ankarze biało-czerwone spisały się bardzo dobrze, zajmując wysokie piąte miejsce, które jest jednocześnie kwalifikacją do Mistrzostw Świata. W fazie grupowej podopieczne Andrzeja Pecia wygrały trzy mecze, pokonując m.in. późniejsze mistrzynie Europy, Turczynki, i były o krok od awansu do strefy medalowej. Ostatecznie zagrały o miejsca 5.-8. Najpierw pokonały Grecję 3:1, a w decydującym o piątej lokacie spotkaniu rozprawiły się ze Słowacją, 3:0. We wszystkich siedmiu meczach, jakie Polki rozegrały w Ankarze, Janicka wychodziła w pierwszej szóstce. W całych mistrzostwach Starego Kontynentu zdobyła 50 punktów.
Następnie reprezentowała Polskę na Mistrzostwach Świata, w których zespół zajął 4. miejsce. Podczas MŚ uplasowała się na drugim miejscu w rankingu najlepszych zagrywających. Dobrą postawą walnie przyczyniła się do sukcesu reprezentacji. W każdym z meczów znajdowała się w podstawowym składzie. W sumie zdobyła w całym turnieju 75 punktów.
W 2012 roku odniosła swój pierwszy sukces w reprezentacji juniorek. W Mohylewie wraz z reprezentacją uzyskała awans na Mistrzostwa Europy juniorek. W każdym meczu znajdowała się w wyjściowym składzie. W całym turnieju kwalifikacyjnym zdobyła 34 punkty.
W 2012 roku otrzymała powołanie do szerokiej kadry seniorskiej reprezentacji Polski, prowadzonej przez trenera Alojzego Świderka.

## Sukcesy klubowe
Mistrzostwa Polski Juniorek:
- 2012
- 2013

Mistrzostwo I ligi:
- 2018